# La vita sognata degli angeli
La vita sognata degli angeli (La vie rêvée des anges) è un film del 1998 diretto da Érick Zonca.
Presentato in concorso al 51º Festival di Cannes, ha valso alle sue protagoniste Élodie Bouchez e Natacha Régnier il premio per la migliore interpretazione femminile.

## Trama
La giovane Isabelle, vagabonda con lo zaino in spalla, arriva a Lilla e in una fabbrica tessile incontra una sua coetanea, Marie, che accetta di ospitarla per la notte. Le ragazze dividono l'appartamento, che Marie custodisce perché la proprietaria e sua figlia hanno avuto un incidente d'auto, al quale è sopravvissuta solo la figlia, Sandrine, che si trova in coma in ospedale. Isa è vivace, aperta, mentre Marie è selvaggia e instabile.
Le due vivono di lavoretti saltuari, e fanno amicizia con due buttafuori, Charly e Frédo. Le differenze caratteriali porteranno le ragazze su strade diverse: dopo averne trovato e letto il diario, Isa si interessa della piccola Sandrine e va spesso a trovarla in ospedale fino al risveglio, mentre Marie intreccia una relazione con il ricco e fatuo Chriss, il che la porta ad allontanarsi sempre più dall'amica. Le loro strade si divideranno definitivamente quando le due dovranno lasciare l'appartamento, ormai venduto.

## Riconoscimenti
- Festival di Cannes 1998
  - Premio per la migliore interpretazione femminile (Élodie Bouchez e Natacha Régnier)
- Premi César 1999
  - Miglior film
  - Migliore attrice (Élodie Bouchez)
  - Migliore promessa femminile (Natacha Régnier)
- Premi Lumière 1999
  - Miglior film
  - Miglior regista
  - Miglior attrice (Élodie Bouchez)
- European Film Awards 1998
  - Miglior attrice (Élodie Bouchez e Natacha Régnier)
  - Prix Fassbinder (Érick Zonca)